# Demetrio Gutiérrez Alarcón
Demetrio Gutiérrez Alarcón (Melilla, 10 de noviembre de 1928-Albacete, 14 de abril de 2016) fue un periodista y escritor español.

## Biografía
Se inició en el periodismo en el diario Albacete a los diecisiete años, siendo estudiante, y desde entonces, y hasta su fallecimiento, desarrolló una trayectoria profesional ininterrumpida en prensa, radio, cine y televisión. 
Su trayectoria profesional registra más de setenta premios, en su mayoría nacionales, por sus monografías y trabajos en prensa, radio y guion de cine y televisión. Entre ellos destacan el premio de Televisión Española en el Concurso Nacional de Guiones Dramáticos por su obra La Figura, el premio de cine del antiguo noticiario No-Do a dos de sus guiones de cortometrajes para la serie imágenes, el premio Escritor del año 1977 de La Voz de Albacete y el Premio del Rector Francisco Fernández y González por su trayectoria periodística, en el año 2003.

Fundador, editor y director del semanario Crónica de Albacete (1971-1979 y 1985-1999), director del diario La Voz de Albacete (1979-1984), fundador y director del semanario nacional de espectáculos Novedades, editado en Madrid (1983), fundador y director del diario La Tribuna de Albacete (1984-1985) y colaborador en múltiples diarios y revistas a nivel nacional.

Fue pregonero de las fiestas de El Ballestero en 2004 y de la Feria de Albacete en 2006.

## Actividad profesional
- Fundador y primer director del diario La Tribuna de Albacete, 1984.[2]
- Director del diario La Voz de Albacete desde 1979 hasta su desaparición.
- Fundador y Director del semanario taurino Novedades.
- Editor y director de Crónica de Albacete, periódico mensual de información general de 1972 a 1979 y de 1985 a 2000 en su etapa semanal.
- Redactor jefe de Radio Juventud hasta 1972.
- Redactor del diario La Voz de Albacete desde 1952 a 1970.
- Fundador y primer presidente de la Asociación de la Prensa de Albacete, 1968.
- Miembro del Círculo de Escritores Cinematográficos.
- Miembro de la Sociedad General de Autores de España, con el n.º 24.694.
- Director del programa radiofónico taurino Moñas y Caireles durante quince años consecutivos, de 1950 a 1965.[4]
- Colaborador del diario local Albacete desde los 16 años; redactor desde los 18 años hasta su desaparición en 1952.
- Colaborador del diario El Comercio de Lima donde publicó una serie de reportajes sobre temas taurinos bajo el seudónimo  Reverte.[5]
- Colaborador en revistas Fotos, Dígame, El Ruedo,[6] Sábado Gráfico, Semana, Gaceta Ilustrada, y diarios ABC, Ya, El Caso y Tribuna Médica, en diferentes épocas.
- Corresponsal de la agencia nacional de noticias Logos, 1960,
- Corresponsal de Radio Nacional de España desde 1954  y del Centro Emisor del Sureste desde su fundación, cargos en los que permaneció durante más de treinta años.

### Libros publicados
Ha publicado nueve libros de narrativa, ensayo y gran reportaje.
- Treinta años después. Ed. Crónica, 2000. ISBN 84-6070637-0.
- El poder amarillo del año 2000 (Crónica del histórico viaje a China de los Reyes de España). Caralt Editor, 1978. Barcelona. ISBN 84-2176776-3.
- Albacete al paso de su historia y de su arte. Colección Crónica, 1979. ISBN 84-3001137-4.
- La figura.(Guion TVE). Colección Crónica, 1978. ISBN 84-4004745-2.
- Los toros de la guerra y del franquismo. Caralt editor, 1978. ISBN 84-2176772-0.[7]
- La voluntad de un pueblo, premio Temas del Ministerio de Información y Turismo 1977. ISBN 84-4003663-9.

## Premios
Ha recibido 72 premios de los que destacan:
- Premio Rector Francisco Fernández y González 2003.[8]
- Premio a la trayectoria profesional de la Asociación de la prensa de Albacete 2002.[9]
- Premio Universidad de Castilla-La Mancha 1991.[10]
- Premio Cámara de Comercio de Albacete (2) 1989 y 1990.-Premio
- Ejército del Aire 1985.[11]
- Primer premio de guiones cinematográficos, convocado por NO-DO, por El secreto de la montaña 1974.[12]
- Ministerio de Educación y Ciencia (1970).
- Consejo Internacional del Aceite de Oliva (1970).
- Asociación Líneas Aéreas (1970).
- Premio de Guiones radiofónicos convocado por el Ayuntamiento de Albacete  (1958).
- Premio Nacional de Reporterismo, Agencia “Argos” 1954.
- Concurso Literario Fiesta del Libro (1945).
- Televisión 1967, Concurso de Guiones Dramáticos de TVE, por “La Figura”, realizado por Alberto González Vergel, con Julián Mateos, Marisa Paredes, José Mª Prada, Francisco  Pierrá, Enrique Vivó y Chris Huertas, emitido el 7 de septiembre de 1967.[13]